# Преотяса
Преотяса (рум. Preoteasa) — село у повіті Селаж в Румунії. Входить до складу комуни Валкеу-де-Жос.
Село розташоване на відстані 392 км на північний захід від Бухареста, 26 км на південний захід від Залеу, 73 км на північний захід від Клуж-Напоки.

## Населення
За даними перепису населення 2002 року у селі проживали 698 осіб, усі — румуни. Усі жителі села рідною мовою назвали румунську.